# Cachoeira (bairro de São Paulo)
Cachoeira é um dos bairros localizado na zona nordeste da cidade de São Paulo (Brasil), situado no distrito de Tucuruvi pode ser também conhecido por Vila Cachoeira. É administrado pela Subprefeitura de Santana. Faz divisa com outros bairros como Tremembé e Tucuruvi. A sua principal via é a Avenida Coronel Sezefredo Fagundes e se apresenta próximo do Parque Estadual da Cantareira e ao Horto Florestal.

## História
O Tucuruvi, se inicia como um lugar calmo, repleto de verde, sítios e fazendas. Seu primeiro núcleo de povoamento, tem registros de 24 de outubro de 1903, quando o inglês Willian Harding, compra uma fazenda ou gleba, que se chamou Itaguaravi, hoje a Parada Inglesa. Em 1912, fundou a Villa Harding, aonde construiu sua residência, imponente  e que servia de escritório também. Do núcleo inicial só sobrou p palacete de 7 mil m², que na década de 70 foi derrubado, aos poucos as propriedades foram sendo vendidas para dar lugar ao bairro, consequentemente sua população cresceu e o bairro já não era mais tão rural.
Antigamente, até meados de 1966 um dos únicos meios de transporte da região era o histórico trem da Cantareira, conhecido também como "trem das onze".o mais antigo do bairro Cachoeira foi o senhor Joaquim Antonio da Silva. Mais conhecido como Joaquim guarda por ter trabalhado muitos anos de sua vida no horto Florestal que hoje é   o núcleo engordado e foi onde ele aposentou-se anos e anos cuidadando da Serra da Cantareira